# Keisuke Ōyama
Keisuke Ōyama (japanisch 大山 啓輔 Ōyama Keisuke; * 7. Mai 1995 in Saitama) ist ein japanischer Fußballspieler.

## Karriere
Ōyama erlernte das Fußballspielen in der Jugendmannschaft von Ōmiya Ardija. Seinen ersten Vertrag unterschrieb er 2014 bei Omiya Ardija. Der Verein spielte in der höchsten Liga des Landes, der J1 League. Am Ende der Saison 2014 stieg der Verein in die zweite Liga ab. 2015 wurde er mit dem Verein Meister und stieg direkt wieder in die erste Liga auf. Am Ende der Saison 2017 musste man wieder den Weg in die Zweitklassigkeit antreten. Am Ende der Saison 2023 belegte er mit Ōmiya Ardija den vorletzten Tabellenplatz und musste somit in die dritte Liga absteigen. Nach 188 Ligaspielen verließ er nach dem Abstieg den Verein und schloss sich im Januar 2024 dem Drittligisten Zweigen Kanazawa an.

## Erfolge
Ōmiya Ardija
- Japanischer Zweitligameister: 2015  ▲